# Ameerega ingeri
Ameerega ingeri – gatunek płaza bezogonowego z rodziny drzewołazowatych (Dendrobatidae).

## Taksonomia
Gatunek opisany został w 1970 roku na podstawie pojedynczego osobnika.

## Występowanie
Występuje tylko w jednym miejscu (jest to endemit): Asarrio, na rzece Pescado w nizinnej amazońskiej dżungli w kolumbijskim departamencie Caquetá. Prawdopodobnie posiada bardzo mały zasięg występowania, który obecnie został wylesiony dla hodowli bydła. W miejscu typowym nie ma żadnych obszarów chronionych, ale w niezbyt dużej odległości znajduje się Park Narodowy Alto Fragua-Indi Wasi.
Bytuje na wysokości około 200 m n.p.m. Zamieszkuje nizinny las. Prawdopodobnie wiedzie w nim lądowy i dzienny tryb życia.

## Rozmnażanie
Samica prawdopodobnie składa jaja do ściółki, a samiec opiekuje się nimi aż do wyklucia się kijanek, po czym transportuje je do zbiornika wodnego tworzonego przez rośliny (epifity).

## Status
Status gatunku jest niepewny; w Czerwonej księdze gatunków zagrożonych IUCN jest on zaklasyfikowany do kategorii DD (gatunek niedostatecznie rozpoznany). Być może jest już wymarły, odkąd bowiem został opisany, nie natrafiono na żadnego osobnika, którego z całą pewnością można by przypisać do tego gatunku. W rejonie tym pospolicie występują podobne osobniki, ale różnią się kolorem od holotypu i potrzeba dalszych badań, by określić ich przynależność gatunkową. Lasy w miejscu typowym zostały wycięte.